# Хмельницкая, Алёна Александровна
Алёна Хмельницкая (настоящее имя — Елена Алекса́ндровна Хмельни́цкая)  (род. 12 января 1971, Москва) — советская и российская актриса театра, кино и телевидения, телеведущая.

## Биография
Алёна (Елена) Хмельницкая родилась 12 января 1971 года в Москве, в артистической семье.
Родители — артисты балета. Отец, Александр Владимирович Хмельницкий (1 марта 1938 — 15 октября 2021), и мать, Валентина Константиновна Савина (род. 6 июня 1939), двадцать лет танцевали в Большом театре. Ещё работая в театре, Александр Хмельницкий начал преподавать в хореографическом училище. Валентина Савина окончила ГИТИС и стала балетмейстером. Была ассистентом Владимира Васильева, когда тот ставил в Большом театре «Макбета» и хореографию в «Юноне и Авось» в театре «Ленком». С 1983 года ставила показы в Доме моды Вячеслава Зайцева. Родители долгое время жили и преподавали в Германии.
Хмельницкая в детстве занималась художественной гимнастикой и настольным теннисом (выиграла несколько городских соревнований). Некоторое время посещала подготовительное отделение Московского художественного института имени В. И. Сурикова.
Училась в московской средней общеобразовательной школе № 12 со специальным французским уклоном, расположенной на Арбате.
В 1988 году, после окончания средней школы, поступила на актёрский факультет Школы-студии МХАТ (руководитель курса — Иван Михайлович Тарханов), который окончила в 1992 году. Выпускниками этого же курса были Юрий (Гоша) Куценко, Вячеслав Разбегаев, Екатерина Семёнова, Ксения Энтелис и другие. Учась на втором курсе института, Алёна прошла непростой кастинг и попала в труппу Московского государственного театра «Ленком», где в 1990—1994 годах играла Кончиту в спектакле «Юнона и Авось». Параллельно снималась в кино.
Широкую известность Алёне Хмельницкой принесла главная роль (Леонсия Солано) в российско-украинском приключенческом художественном фильме режиссёра Владимира Попкова «Сердца трёх» (1992), снятом по мотивам одноимённого романа Джека Лондона.
В 1993 году вышла замуж за режиссёра Тиграна Кеосаяна. После рождения дочери Александры в 1994 году была вынуждена уйти из театра. Два года работала исполнительным директором в бутике одежды, который открыли её друзья.
В 1994 году вела несколько выпусков музыкально-развлекательной телепередачи «Утренняя почта» на Первом канале «Останкино».
С 2009 по 2010 годы вместе с Кеосаяном вела телешоу «Ты и я» о семейной жизни звёзд на телеканале «Россия».

### Личная жизнь
Первый муж (1993—2014) — Тигран Кеосаян (род. 4 января 1966), российский кинорежиссёр, актёр, сценарист, режиссёр видеоклипов и телеведущий. В браке родились две дочери.
Дочь Александра Кеосаян (род. 21 сентября 1994). Среднюю школу в Москве (в районе Арбата) окончила экстерном. Два года училась в Великобритании, где получила международный диплом «International Baccalaureate» («IB»). В 2017 году окончила «Школу искусств Тиша» («Tisch School of the Arts») Нью-Йоркского университета по специальности, связанной с кинорежиссурой.
Внук Гаспар (род. 2023 году). 
Дочь Ксения Кеосаян (род. 24 июня 2010).
Неофициальный брак (2014–2022) — Александр Синюшин (род. 20 ноября 1984) бизнесмен, занимается прокатом звукового и светового оборудования для различных мероприятий.

## Творчество

### Работы в театре

#### «Ленком»

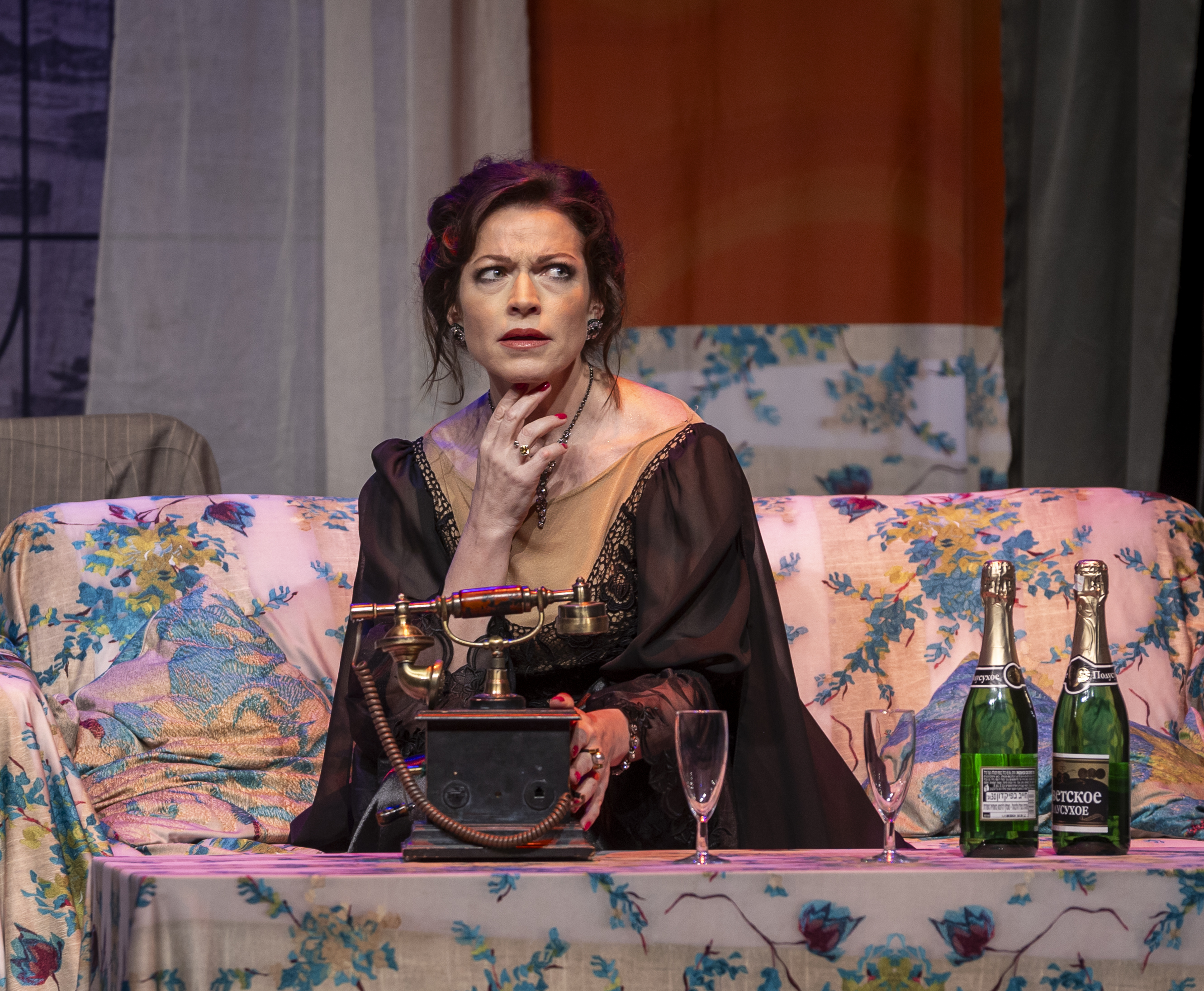
Алена Хмельницкая в постановке «Идеальная жена». Израиль. 2024

- 1990—1994 — «Юнона и Авось», рок-опера композитора Алексея Рыбникова на либретто поэта Андрея Вознесенского (режиссёр — Марк Захаров, хореограф — Владимир Васильев; премьера — 9 июня 1981 года) — Кончита (исп. Conchita).

#### Содружество актёров Таганки(Москва)
- 2000 — «Новый» по пьесе Ганны Слуцки (режиссёр — Тигран Кеосаян)[19] .

#### «Стейдж Энтертейнмент»
- 2016—2017 — «Золушка», российская версия одноимённого бродвейского мюзикла на музыку Ричарда Роджерса и слова Оскара Хаммерстайна по одноимённой сказке Шарля Перро (совместное производство России, Англии и США; режиссёр-постановщик — Линдсей Познер (англ. Lindsay Posner), обладатель высшей британской театральной премии Лоренса Оливье 1992 года; мюзикл шёл с 1 октября 2016 года по 29 апреля 2017 года на сцене театра «Россия» в Москве) — Мадам (мачеха Золушки)[13][20][21][22][23][24].

### Фильмография
| Год       |     | Название                                         | Роль                                                                                   |
| --------- | --- | ------------------------------------------------ | -------------------------------------------------------------------------------------- |
| 1983      | тф  | Карамболина-карамболетта                         | внучка                                                                                 |
| 1986      | ф   | Курьер                                           | девушка на вечеринке (нет в титрах)                                                    |
| 1987      | ф   | Загон                                            | эпизод                                                                                 |
| 1991      | ф   | Дом свиданий                                     | Наталья Васильевна Соколова, работник музея                                            |
| 1991      | ф   | Сказка о купеческой дочери и таинственном цветке | вещунья                                                                                |
| 1992      | ф   | Арбитр                                           | Анна, жена Андрея                                                                      |
| 1992      | с   | Музыкальный прогноз                              | снималась                                                                              |
| 1992      | ф   | Сердца трёх                                      | Леонсия Солано                                                                         |
| 1993      | ф   | Супермен поневоле, или Эротический мутант        | Марина                                                                                 |
| 1996      | с   | Дела смешные — дела семейные                     | снималась                                                                              |
| 1999      | с   | Директория смерти                                | Милинда Заславская, актриса, жена писателя                                             |
| 1999      | ф   | Президент и его внучка                           | Алиса, бывшая медсестра в роддоме, жена доктора, впоследствии министра здравоохранения |
| 2000      | ф   | Игра в любовь                                    | Лариса                                                                                 |
| 2000      | ф   | Ландыш серебристый                               | Ирма, певица                                                                           |
| 2000      | с   | Марш Турецкого                                   | Елена Степановна Савельева                                                             |
| 2000      | ф   | Рождественская мистерия                          | Анна                                                                                   |
| 2001—2002 | с   | Мужская работа                                   | Наталья Смирнова, журналист                                                            |
| 2001      | с   | Остановка по требованию 2                        | Вера                                                                                   |
| 2002—2003 | с   | Русские амазонки                                 | Галина, лётчик-инструктор в подмосковном аэроклубе                                     |
| 2003      | ф   | Радости и печали маленького лорда                | Минна                                                                                  |
| 2003—2004 | с   | Ундина                                           | Татьяна Панченко, фотограф, мать Алёны                                                 |
| 2004      | с   | Ландыш серебристый                               | Ирма, певица                                                                           |
| 2005—2008 | с   | Самая красивая                                   | Нонна Голикова, мать Ирины                                                             |
| 2006      | ф   | Заяц над бездной                                 | Рада, цыганка, советская исполнительница цыганских песен и романсов                    |
| 2006      | с   | Кто в доме хозяин?                               | директор школы                                                                         |
| 2006      | с   | Петя Великолепный                                | Вероника Стрелецкая, жена Родиона Стрелецкого                                          |
| 2006      | ф   | Три полуграции                                   | Алиса Витольдовна Сухотская, глава программной дирекции телеканала                     |
| 2007      | с   | Любовь на острие ножа                            | Тамара Алексеевна Хлебникова                                                           |
| 2007      | с   | Оплачено смертью                                 | Анна Камю / Аньез / Эмма Камм                                                          |
| 2007      | с   | Сыщик Путилин                                    | Полонская                                                                              |
| 2008      | ф   | Мираж                                            | Валерия Михайловна Чернышёва (Лера)                                                    |
| 2008      | с   | Не отрекаются любя…                              | Наталья, актриса                                                                       |
| 2010      | док | Человек в кадре                                  |                                                                                        |
| 2010      | с   | Адвокатессы                                      | Полина Морозова                                                                        |
| 2011      | с   | Костоправ                                        | Лина Мадуева                                                                           |
| 2011      | с   | Чёрные волки                                     | Лариса Марковна Клименко, жена полковника Николая Клименко                             |
| 2011      | ф   | Ялта-45                                          | Нина, вдова фронтовика Володи, друга Жоры Маркарова                                    |
| 2012      | с   | Кто, если не я?                                  | Элла Флоренская, подруга Нины Беркутовой                                               |
| 2012      | ф   | Оазис любви                                      | Светлана, мать Леры (главная роль)                                                     |
| 2012      | тф  | У Бога свои планы                                | Алиса Фокс, владелица модельного агентства, подруга Насти Светловой                    |
| 2013      | с   | Роковое наследство                               | Лариса Михайловна Турсунова                                                            |
| 2014      | с   | Манекенщица                                      | Виолетта Аркадьевна                                                                    |
| 2015      | с   | Три счастливых женщины                           | Милена, профессиональный психолог                                                      |
| 2015      | с   | Тайна кумира                                     | Мура Алычева                                                                           |
| 2016      | с   | Ключ к его сердцу                                | Наталья Дмитриевна, мать Дарьи                                                         |
| 2016      | с   | За полчаса до весны                              | Тамара, жена Олега                                                                     |
| 2016      | ф   | Врач                                             | Алла                                                                                   |
| 2016      | с   | Преступление                                     | Наталья Сонина, сестра Анны Лавровой, тётя Татьяны Лавровой                            |
| 2017      | с   | Ждите неожиданного                               | Наталья                                                                                |
| 2017      | ф   | Война и мир супругов Торбеевых                   | Алёна Георгиевна Торбеева, жена Владислава Александровича, мать Маргариты              |
| 2017      | с   | Актриса                                          | Нина                                                                                   |
| 2017      | ф   | Вторая молодость                                 | Ирина                                                                                  |
| 2018      | с   | Дожить до любви                                  | Милена                                                                                 |
| 2018      | ф   | Я подарю тебе рассвет                            | Ольга, мать Егора, мачеха Карины                                                       |
| 2018      | с   | Презумпция невиновности                          | Валентина Ревенко                                                                      |
| 2018      | ф   | Галина                                           | Галина, фельдшер                                                                       |
| 2018      | ф   | Крымский мост. Сделано с любовью!                | мама Тихона                                                                            |
| 2019—2020 | с   | Старая гвардия                                   | подполковник Александра Павловна Романова                                              |
| 2019      | с   | Всё могло быть иначе                             | Лидия                                                                                  |
| 2019      | ф   | Абриколь                                         | Наташа                                                                                 |
| 2020      | ф   | Настоящее будущее                                | мама Ани                                                                               |
| 2021—2022 | с   | Берёзовая роща                                   | Кира                                                                                   |
| 2022      | с   | С холода (Испания)                               | Светлана Петрова, подполковник СВР                                                     |
| 2022      | с   | Ева, рожай!                                      | мама Евы                                                                               |
| 2022      | с   | Дорога к счастью                                 | Людмила                                                                                |
| 2022      | с   | Кошка                                            | мать Оксаны                                                                            |
| 2022      | с   | Последняя клятва Гиппократа                      | Аурика                                                                                 |
| 2022      | ф   | Сказка о женской дружбе                          | Полина                                                                                 |
| 2024      | ф   | Онегин                                           | снималась                                                                              |

### Участие в видеоклипах
- 1993 — снялась в видеоклипе на песню Олега Митяева «Ночной гость». В клипе (реж. Тигран Кеосаян) песня звучит в исполнении Михаила Шуфутинского.
- 1996 — снялась в видеоклипе на песню Машины Времени «Картонные крылья любви».
- 1997 — снялась в видеоклипе на песню «Скрипка-лиса» Игоря Саруханова. Режиссёр клипа — Тигран Кеосаян[27][28].